# Programa Leonardo da Vinci
El programa Leonardo da Vinci es un programa financiado por la Comisión Europea centrado en las necesidades de enseñanza y formación de todos los implicados en la educación y formación profesional. Forma parte del Programa de Aprendizaje Permanente 2007-2013 de la Comisión Europea.

## Objetivos
Apoyar a los participantes en actividades de formación y de formación continua en la adquisición y uso de conocimientos, competencias, y cualificaciones con miras al desarrollo personal y profesional. Apoyar las mejoras de la calidad e innovación de los sistemas, instituciones y prácticas de educación y formación profesional. Aumentar el atractivo de la Formación Profesional y de la movilidad para las empresas y los particulares y facilitar la movilidad de trabajadores en formación. 

## Financiación
El programa financia una amplia gama de acciones, incluyendo la movilidad transnacional y los proyectos europeos centrados en el desarrollo o la transferencia de innovación y redes. Todos los proyectos financiados por el programa Leonardo da Vinci cuentan con la participación de socios europeos. El programa acoge a los alumnos en su formación profesional inicial, a las personas en el mercado laboral y a los profesionales de la educación y formación profesional, así como a cualquier organización activa en este campo.